# Andoni Iraola
Andoni Iraola Sagarna (Usúrbil, Guipúzcoa, 22 de junio de 1982) es un exfutbolista y entrenador español que dirige al AFC Bournemouth de la Premier League inglesa.
Como futbolista jugó, principalmente, de lateral derecho  en el Athletic Club de Primera División entre 2003 y 2015 y, en 2016, terminó su carrera en el New York City F. C. de la MLS junto a David Villa, Andrea Pirlo o Frank Lampard. En 2017 empezó su carrera como entrenador en las filas del juvenil del Antiguoko.

## Trayectoria

### Antiguoko
Se formó en las categorías inferiores del Antiguoko KE de San Sebastián hasta que llegó al Athletic Club juvenil, en 1999, gracias al convenio entre el Athletic Club y el club donostiarra. Durante su estancia en el club guipuzcoano, fue compañero de jugadores como Aritz Aduriz, Xabi Alonso o Mikel Arteta.

### Athletic Club
En 2003 pasó a formar parte de la primera plantilla del Athletic Club, dirigida por Ernesto Valverde, tras dos años en el Bilbao Athletic. Debutó en Primera división el 30 de agosto de 2003, en el partido Athletic 0 - 1 F. C. Barcelona. En su primera temporada jugó 30 partidos de Liga y marcó cinco goles. Pronto, se convirtió en uno de los mejores pasadores del equipo junto a Fran Yeste y en un jugador fijo en todas las alineaciones. Además, en la primera parte de su carrera marcó bastantes goles. El 19 de febrero de 2005 marcó el segundo gol en la victoria (0-2) en el Estadio Santiago Bernabeu, ante el Real Madrid. El 22 de enero de 2006 empató a tres en el descuento del partido, disputado en Anoeta, ante la Real Sociedad. En determinados momentos fue utilizado como interior, e incluso como mediocentro en la temporada 2006-2007. El 28 de enero de 2007, en plena lucha por eludir el descenso, anotó los dos goles en la victoria (0-2) ante la Real Sociedad. El 4 de enero de 2009 marcó un gol de chilena ante el RCD Espanyol. En esta primera etapa de su carrera disputó la final de Copa y de Supercopa en 2009.
Una de sus mejores temporadas fue la campaña 2011-2012, donde formó, junto a Markel Susaeta, una banda derecha de gran nivel y que permitió al Athletic llegar a las finales de Liga Europa y Copa del Rey. Su mejor jugada la dejó en San Mamés, ante el Manchester United en la vuelta de octavos de final, donde dribló a tres jugadores con gran habilidad, aunque su disparo no fue gol. Por otra parte, el 6 de marzo de 2012, ante el Valencia, sufrió la única expulsión de su carrera. El 16 de septiembre de 2013 marcó el gol de la victoria ante el Celta, en el primer partido disputado en el nuevo San Mamés. En su última temporada en el equipo, Ernesto Valverde empezó a utilizarle desde el banquillo, siendo Óscar De Marcos el titular habitual.
El 1 de marzo de 2015, Iraola disputó frente a la S. D. Eibar su partido número 500 con el Athletic, en el estadio de Ipurúa, en un partido correspondiente a la 25.º jornada de Primera División. Pocos días después, fue homenajeado por este hecho en un partido de Liga celebrado en San Mamés contra el Real Madrid (el cual ganó el Athletic por 1-0) y José Ángel Iribar le entregó una camiseta conmemorativa por sus 500 partidos. En su último partido con el Athletic Club en San Mamés, correspondiente a la última jornada de la Liga 2014/15 ante el Villarreal (4-0), consiguió marcar el segundo gol del partido después de rechazar lanzar un penalti minutos antes. Su último partido fue la final de Copa ante el FC Barcelona, la tercera final en seis años, que acabó con derrota (3-1). Así, el jugador guipuzcoano se convirtió en el cuarto jugador de la historia del Athletic que más partidos ha disputado con el club, con 510 partidos, por detrás de Iribar (614), Txetxu Rojo (541) y Joseba Etxeberria (514).

### New York City F.C.
A finales de marzo, Iraola rechazó la oferta de renovación que le presentó el Athletic y confirmó que no seguiría en el club, ya que su idea era marcharse a Estados Unidos a jugar en la MLS, siguiendo así el ejemplo de otros futbolistas como David Villa o el ex rojiblanco Aitor Karanka. Durante su periplo americano actuó como centrocampista defensivo, formando un centro del campo de gran nivel junto a Andrea Pirlo y Frank Lampard. Finalmente, el 17 de noviembre de 2016 anunció su retirada de los terrenos de juego tras disputar 40 partidos con el conjunto neoyorquino.

### Como entrenador
Inició su carrera como entrenador juvenil del Antiguoko para la temporada 2017-18.
AEK Larnaca
En mayo de 2018 se hizo cargo del AEK Larnaca, gracias a la presencia de un excompañero como Ander Murillo, firmando un contrato de dos temporadas. En sus primeros partidos logró clasificar al equipo para la fase de grupos de la Liga Europa 2018-19, por segunda vez en su historia, al superar claramente en las eliminatorias previas al Dundalk (4-0), Sturm Graz (7-0) y AS Trenčín (4-1). El 29 de septiembre logró su primer título al vencer en la tanda de penaltis de la final de la Supercopa de Chipre al APOEL. El 14 de enero de 2019, después de una mala racha de resultados, fue cesado de su puesto.
CD Mirandés
El 10 de julio de 2019 firmó su contrato como nuevo entrenador del CD Mirandés, que acababa de ascender a la Segunda División. Con el equipo rojillo, consiguió llegar a las semifinales de Copa del Rey por segunda vez en su historia. Eliminó a tres clubes de Primera Divisiónː Celta de Vigo (2-1), Sevilla FC (3-1) en los octavos de final y al Villareal CF (4-2) en los cuartos de final, hasta que fue eliminado en semifinales por la Real Sociedad por un global de 3-1. El 21 de julio anunció que no continuaría en el club rojillo, después de haber finalizado en undécima posición con 56 puntos.
Rayo Vallecano
El 6 de agosto de 2020 se confirmó su fichaje como nuevo técnico del Rayo Vallecano. El 20 de junio de 2021 consiguió el ascenso a Primera División, después de remontar en el play off contra el Girona (global 2-3).
El 2 de febrero de 2022, mete al Rayo en semifinales de Copa del Rey 40 años después de su Primera vez, cayendo posteriormente contra el Betis.
El 19 de mayo de 2022 se confirmó que continuaría una temporada más en el Rayo, a pesar de haber realizado una Segunda vuelta algo deficiente debido a los logros cosechados en la Primera vuelta y en la Copa del Rey.
AFC Bournemouth
El 19 de junio de 2023, tras finalizar su contrato con el Rayo Vallecano, firmaría con el AFC Bournemouth de la Premier League por las próximas 2 temporadas con el objetivo de mantener al equipo en la máxima categoría del fútbol inglés.Tras su primera temporada en las islas, donde además consiguió el récord de puntos del Bournemouth, renueva por un año más, hasta 2026.Su buen rendimiento en la temporada 2024/2025 continuó, haciéndose con el premio 'Entrenador del mes de enero' en la Premier.

## Selección nacional
El 19 de noviembre de 2003 jugó su único partido como internacional sub-21 en un partido ante Suecia.
Iraola debutó con la selección española, el 20 de agosto de 2008, con el técnico Vicente Del Bosque en su primer partido como seleccionador de España, en un encuentro amistoso contra Dinamarca. El 11 de octubre de 2008 disputó su primer partido oficial con La Roja, ante Estonia, sustituyendo a Sergio Ramos en el minuto 53. No volvió a ser convocado hasta octubre de 2009, donde jugó su primer partido como titular ante Bosnia (2-5). Sus siguientes convocatorias datan de noviembre de 2009, tres convocatorias consecutivas entre marzo y agosto de 2011 y la última en febrero de 2012.
No pudo ser convocado para la Eurocopa 2012 por una pubalgia.

### Selección de Euskadi
Jugó nueve partidos de carácter amistoso con la selección de Euskadi entre 2003 y 2013.

## Clubes

### Como jugador
| Club                  | País           | Año       |
| --------------------- | -------------- | --------- |
| Antiguoko             | España         | 1991-1999 |
| Athletic Club Juvenil | España         | 1999-2000 |
| C.D. Basconia         | España         | 2000-2001 |
| Bilbao Athletic       | España         | 2001-2003 |
| Athletic Club         | España         | 2003-2015 |
| New York City F.C.    | Estados Unidos | 2015-2016 |

### Como entrenador
| Club            | País       | Año       |
| --------------- | ---------- | --------- |
| AEK Larnaca     | Chipre     | 2018-2019 |
| CD Mirandés     | España     | 2019-2020 |
| Rayo Vallecano  | España     | 2020-2023 |
| AFC Bournemouth | Inglaterra | 2023-Act. |

## Estadísticas

### Clubes
| Club                              | Div.          | Temporada     | Liga  | Liga  | Copa  | Copa  | Supercopa | Supercopa | Europa | Europa | Total | Total |
| Club                              | Div.          | Temporada     | Part. | Goles | Part. | Goles | Part.     | Goles     | Part.  | Goles  | Part. | Goles |
| --------------------------------- | ------------- | ------------- | ----- | ----- | ----- | ----- | --------- | --------- | ------ | ------ | ----- | ----- |
| C.D. Basconia · España            | 3.ª           | 2000/01       | 35    | 4     | -     | -     | -         | -         | -      | -      | 35    | 4     |
| C.D. Basconia · España            | Total club    | Total club    | 35    | 4     | -     | -     | -         | -         | -      | -      | 35    | 4     |
| Bilbao Athletic · España          | 2.ªB          | 2001/02       | 38    | 5     | -     | -     | -         | -         | -      | -      | 38    | 5     |
| Bilbao Athletic · España          | 2.ªB          | 2002/03       | 37    | 10    | -     | -     | -         | -         | -      | -      | 37    | 10    |
| Bilbao Athletic · España          | Total club    | Total club    | 75    | 15    | -     | -     | -         | -         | -      | -      | 75    | 15    |
| Athletic Club · España            | 1.ª           | 2003/04       | 30    | 5     | 1     | 0     | -         | -         | -      | -      | 31    | 5     |
| Athletic Club · España            | 1.ª           | 2004/05       | 34    | 4     | 7     | 1     | -         | -         | 8      | 1      | 49    | 6     |
| Athletic Club · España            | 1.ª           | 2005/06       | 38    | 3     | 4     | 0     | -         | -         | -      | -      | 42    | 3     |
| Athletic Club · España            | 1.ª           | 2006/07       | 35    | 5     | 2     | 0     | -         | -         | -      | -      | 37    | 5     |
| Athletic Club · España            | 1.ª           | 2007/08       | 36    | 1     | 5     | 1     | -         | -         | -      | -      | 41    | 2     |
| Athletic Club · España            | 1.ª           | 2008/09       | 33    | 6     | 8     | 0     | -         | -         | -      | -      | 41    | 6     |
| Athletic Club · España            | 1.ª           | 2009/10       | 37    | 2     | 2     | 0     | 2         | 0         | 11     | 0      | 52    | 2     |
| Athletic Club · España            | 1.ª           | 2010/11       | 37    | 4     | 4     | 0     | -         | -         | -      | -      | 41    | 4     |
| Athletic Club · España            | 1.ª           | 2011/12       | 35    | 1     | 9     | 0     | -         | -         | 15     | 0      | 59    | 1     |
| Athletic Club · España            | 1.ª           | 2012/13       | 35    | 0     | 1     | 0     | -         | -         | 7      | 1      | 43    | 1     |
| Athletic Club · España            | 1.ª           | 2013/14       | 34    | 1     | 6     | 0     | -         | -         | -      | -      | 40    | 1     |
| Athletic Club · España            | 1.ª           | 2014/15       | 22    | 1     | 6     | 0     | -         | -         | 5      | 1      | 33    | 2     |
| Athletic Club · España            | Total club    | Total club    | 406   | 33    | 56    | 2     | 2         | 0         | 46     | 3      | 510   | 38    |
| New York City F.C. Estados Unidos | 1.ª           | 2015          | 9     | 0     | -     | -     | -         | -         | -      | -      | 9     | 0     |
| New York City F.C. Estados Unidos | 1.ª           | 2016          | 31    | 0     | -     | -     | -         | -         | -      | -      | 31    | 0     |
| New York City F.C. Estados Unidos | Total club    | Total club    | 40    | 0     | -     | -     | -         | -         | -      | -      | 40    | 0     |
| Total carrera                     | Total carrera | Total carrera | 556   | 52    | 56    | 2     | 2         | 0         | 46     | 3      | 660   | 57    |

### Como entrenador
| Equipo                  | Div.                | Temporada           | Liga  | Liga | Liga | Liga | Liga |       | Copa | Copa | Copa | Copa  |   | Internacional | Internacional | Internacional | Internacional | Internacional |   | Otros | Otros | Otros | Otros |     | Totales     | Totales | Totales | Totales | Totales | Totales | Totales | Totales |
| Equipo                  | Div.                | Temporada           | Part. | G    | E    | P    | Pos. | Part. | G    | E    | P    | Part. | G | E             | P             | Pos.          | Part.         | G             | E | P     | Part. | G     | E     | P   | Rendimiento | GF      | GC      | Dif.    |         |         |         |         |
| ----------------------- | ------------------- | ------------------- | ----- | ---- | ---- | ---- | ---- | ----- | ---- | ---- | ---- | ----- | - | ------------- | ------------- | ------------- | ------------- | ------------- | - | ----- | ----- | ----- | ----- | --- | ----------- | ------- | ------- | ------- | ------- | ------- | ------- | ------- |
| AEK Larnaca Chipre      | 1.ª                 | 2018-19             | 16    | 7    | 4    | 5    | Inc. | -     | -    | -    | -    | 12    | 5 | 4             | 3             | FG            | 1             | 0             | 1 | 0     | 29    | 12    | 9     | 8   | 51.72%      | 44      | 28      | +16     |         |         |         |         |
| AEK Larnaca Chipre      | Total               | Total               | 16    | 7    | 4    | 5    | -    | -     | -    | -    | -    | 12    | 5 | 4             | 3             | -             | 1             | 0             | 1 | 0     | 29    | 12    | 9     | 8   | 51.72%      | 44      | 28      | +16     |         |         |         |         |
| Mirandés · España       | 2.ª                 | 2019-20             | 42    | 13   | 17   | 12   | 11.º | 7     | 5    | 0    | 2    | -     | - | -             | -             | -             | -             | -             | - | -     | 49    | 18    | 17    | 14  | 48.29%      | 73      | 72      | +1      |         |         |         |         |
| Mirandés · España       | Total               | Total               | 42    | 13   | 17   | 12   | -    | 7     | 5    | 0    | 2    | -     | - | -             | -             | -             | -             | -             | - | -     | 49    | 18    | 17    | 14  | 48.29%      | 73      | 72      | +1      |         |         |         |         |
| Rayo Vallecano · España | 2.ª                 | 2020-21             | 42    | 19   | 10   | 13   | 6.º  | 4     | 3    | 0    | 1    | -     | - | -             | -             | -             | 4             | 3             | 0 | 1     | 50    | 25    | 10    | 15  | 56.67%      | 69      | 48      | +21     |         |         |         |         |
| Rayo Vallecano · España | 1.ª                 | 2021-22             | 38    | 11   | 9    | 18   | 12.º | 7     | 4    | 2    | 1    | -     | - | -             | -             | -             | -             | -             | - | -     | 45    | 15    | 11    | 19  | 41.48%      | 49      | 56      | -7      |         |         |         |         |
| Rayo Vallecano · España | 1.ª                 | 2022-23             | 38    | 13   | 10   | 15   | 11.º | 3     | 1    | 1    | 1    | -     | - | -             | -             | -             | -             | -             | - | -     | 41    | 14    | 11    | 16  | 42.28%      | 48      | 56      | -8      |         |         |         |         |
| Rayo Vallecano · España | Total               | Total               | 118   | 43   | 29   | 46   | -    | 14    | 8    | 3    | 3    | -     | - | -             | -             | -             | 4             | 3             | 0 | 1     | 136   | 54    | 32    | 50  | 47.55%      | 166     | 160     | +6      |         |         |         |         |
| Bournemouth Inglaterra  | 1.ª                 | 2023-24             | 38    | 13   | 9    | 16   | 12.º | 6     | 4    | 0    | 2    | -     | - | -             | -             | -             | -             | -             | - | -     | 44    | 17    | 9     | 18  | 45.46%      | 68      | 74      | -6      |         |         |         |         |
| Bournemouth Inglaterra  | 1.ª                 | 2024-25             | 38    | 15   | 11   | 12   | 9.º  | 5     | 2    | 1    | 2    | -     | - | -             | -             | -             | -             | -             | - | -     | 43    | 17    | 12    | 14  | 48.83%      | 67      | 51      | +16     |         |         |         |         |
| Bournemouth Inglaterra  | 1.ª                 | 2025-26             | 1     | 0    | 0    | 1    | -    | 0     | 0    | 0    | 0    | -     | - | -             | -             | -             | -             | -             | - | -     | 1     | 0     | 0     | 1   | 0%          | 2       | 4       | -2      |         |         |         |         |
| Bournemouth Inglaterra  | Total               | Total               | 77    | 28   | 20   | 29   | -    | 11    | 6    | 1    | 4    | -     | - | -             | -             | -             | -             | -             | - | -     | 88    | 34    | 21    | 33  | 46.59%      | 137     | 129     | +8      |         |         |         |         |
| Total en su carrera     | Total en su carrera | Total en su carrera | 253   | 91   | 70   | 92   | -    | 32    | 19   | 4    | 9    | 12    | 5 | 4             | 3             | -             | 5             | 3             | 1 | 1     | 302   | 118   | 79    | 105 | 47.79%      | 420     | 389     | +31     |         |         |         |         |
| 1. 2. 3.                |                     |                     |       |      |      |      |      |       |      |      |      |       |   |               |               |               |               |               |   |       |       |       |       |     |             |         |         |         |         |         |         |         |

#### Resumen por competiciones
| Competición                | Partidos | Ganados | Empatados | Perdidos | %      | Resultado        |
| -------------------------- | -------- | ------- | --------- | -------- | ------ | ---------------- |
| Primera División de Chipre | 16       | 7       | 4         | 5        | 52.08% | 5.º lugar        |
| Supercopa de Chipre        | 1        | 0       | 1         | 0        | 33.33% | Campeón          |
| Segunda División de España | 88       | 35      | 27        | 26       | 50%    | 6.º lugar        |
| LaLiga                     | 76       | 24      | 19        | 33       | 39.91% | 11.º lugar       |
| Copa del Rey               | 21       | 13      | 3         | 5        | 66.66% | Semifinales      |
| Premier League             | 77       | 28      | 20        | 29       | 45.02% | 9.º lugar        |
| FA Cup                     | 7        | 4       | 1         | 2        | 61.9%  | Cuartos de final |
| EFL Cup                    | 4        | 2       | 0         | 2        | 50%    | Cuarta ronda     |
| Liga Europa de la UEFA     | 12       | 5       | 4         | 3        | 52.78% | Fase de grupos   |
| TOTAL                      | 302      | 118     | 79        | 105      | 47.79% | 1 Título         |

## Palmarés

### Como entrenador
Entrenador del mes de enero en la Premier League (2025)

#### Campeonatos nacionales
| Título              | Club        | País   | Año  |
| ------------------- | ----------- | ------ | ---- |
| Supercopa de Chipre | AEK Larnaca | Chipre | 2018 |